# Johann Christoph van Hille
Johann Christoph van Hille (Zwolle, 31 augustus 1910 - Grahamstown, 30 december 1991) was een Nederlands entomoloog.

## Biografie
Johann Christoph (Bob voor vrienden) van Hille werd geboren in Zwolle in 1910. Hij voltooide zijn klassieke opleiding in Den Haag, op de school waar zijn vader G.E.W. van Hille rector was. Zijn moeder, C.M. van Hille-Gaerthé, was een bekend schrijfster, die meer dan 20 boeken publiceerde voor zowel volwassenen als kinderen.
Hij ging plant- en dierkunde studeren aan de Universiteit van Utrecht en hij promoveerde in 1938 met het proefschrift: The quantitative relationship between rate of photosynthesis and chlorophyll content in Chlorella pyrenoidosa. Op de universiteit ontmoette hij ook zijn toekomstige vrouw, Gerda Vaandrager. Kort nadat ze getrouwd waren, vertrokken ze per vrachtschip naar Kaapstad, Zuid-Afrika maar daar aangekomen bleek hun positie op een botanisch instituut reeds vergeven te zijn en moesten ze zelf nieuw werk zoeken. Hij werd opgeroepen voor militaire dienst in het Nederlandse leger in Nederlands-Indië maar kreeg uitstel omdat zijn vrouw zwanger was van hun 2e kind; hij werd verder vergeten tot de oorlog voorbij was.
Inmiddels was hij werkzaam aan de Rhodes-universiteit, waar hij meer dan 50 jaar zou blijven. Hij werkte aan een herziening van de Zuid-Afrikaanse Snoerhalskevers (Anthicidae), een groep van kevers waar hij zijn hele leven onderzoek aan bleef doen, ook toen hij zich in 1975 terugtrok uit het onderwijs. Hij was een toonaangevende autoriteit op dit gebied en beschreef vele nieuwe soorten. 
Door een tragisch misverstand werd hij als inbreker gezien in zijn eigen strandhuis en dodelijk verwond door een politiekogel. Hij stierf op 81-jarige leeftijd in 1991.
- Gemeinsame Normdatei: 1228792046
- Virtual International Authority File: 56151898601724190002
- WorldCat: E39PBJqvXYhvPYRthPGwPg8cT3